# Шан-Чі та легенда десяти кілець
«Шан-Чі та леге́нда десяти́ кі́лець» (англ. Shang-Chi and the Legend of the Ten Rings) — американський супергеройський фільм, заснований на коміксах видавництва Marvel Comics про супергероя Шан-Чі, спродюсований Marvel Studios з Walt Disney Studios Motion Pictures у ролі дистриб'ютора. Є двадцять п'ятою стрічкою в рамках Кіновсесвіту Marvel (КВМ) і другою стрічкою четвертої фази. Режисером фільму став Дестін Креттон, тоді як головну роль отримав Симу Лю.
Фільм почав розроблюватися в 2001 році, але серйозна робота стартувала лише у грудні 2018 року, коли Дейва Каллахема взяли на роботу. Креттон приєднався у березні 2019 року, і цей проєкт був швидко названий першим фільмом Marvel з азійцем у головній ролі. Назва фільму та основні акторські склади були анонсовані в липні на фестивалі Comic-Con 2019, стрічка розкриває зв'язок фільму з організацією «Десять кілець», яка раніше з'являлася в КВМ, та її лідером Венву в образі Тоні Люна. Знімання розпочалося у лютому 2020 року, але було призупинено у березні через пандемію COVID-19. Виробництво відновилося в серпні, а потім завершилося в жовтні, а додаткові знімання відбулися в Сіднеї та Сан-Франциско.
Прем'єра стрічки у форматі 3D та IMAX 3D в Україні відбулася 2 вересня 2021 року, а в США — 3 вересня. Спершу вихід фільму в Україні планувався 11 лютого та в США 12 лютого 2021 року, проте був двічі перенесений внаслідок пандемії коронавірусної хвороби. Фільм побив багато рекордів прокатів і зібрав понад $432,2 мільйонів у всьому світі. Він отримав позитивні відгуки критиків, які високо оцінили хореографію екшн-сцен, дослідження та представлення азійської культури, а також вистави Лю та Люна.

## Сюжет
Сюй Венву, володар містичних Десяти кілець, який живе вже багато століть, їде на авто крізь бамбуковий ліс у пошуках таємничого села Та Ло. Несподівано ліс оживає, стебла змикаються, внаслідок чого авто з поплічниками Венву падає у прірву. Сам Венву встигає вистрибнути та знаходить галявину, де зустрічає вартову села Їнь Лі. Між ними починається двобій, обоє борються майже на рівних, але врешті-решт Їнь Лі перемагає. Проте вона закохується в Сюя Ву і згодом вони одружуються.
У наш час син Сюя Ву, Шан-Чі, живе в Сан-Франциско під іменем Шон. Шан-Чі працює паркувальником зі своєю подругою-китаянкою Кеті. Коли вони їдуть в автобусі на роботу, до них підходить найманець і вимагає аби Шан-Чі віддав свій кулон. Коли той відмовляється, на Шан-Чі нападають інші найманці з угрупування «Десяти кілець» на чолі з Бритвеним кулаком, озброєним розжареним лезом. Спалахує бійка, в ході якої в автобуса відмовляють гальма. Кеті рятує пасажирів, сівши на водійське місце. Шан-Чі долає нападників, але вони крадуть кулон, подарований Шан-Чі його матір'ю. Побоюючись, що «Десять кілець» знайдуть другий кулон у його сестри Сяолінь, Шан-Чі вирішує знайти її і відкриває своє минуле Кеті. Виявляється, коли його мати загинула через напад протиборчого клану, Сюй Венву став готувати Шан-Чі бути ідеальним убивцею. Не бажаючи такої долі, Шан-Чі з сестрою втекли, опинившись у різних місцях.
Герої знаходять Сяолінь у Макао в підпільному бійцівському клубі (епізодично там також з'являється Вонґ, персонаж фільму «Доктор Стрендж», який б'ється з Огидою). Там Шан-Чі кидають на арену проти сестри, котра виявляється справжньою власницею клубу. Сяолінь не бажає мати справ із братом, вважаючи, що він покинув її. Але бійцівський клуб зазнає нападу «Десяти кілець». В гонитві за медальйоном найманцям вдається викрасти цю коштовність і оточити втікачів. Прибуває Венву і забирає з собою Шан-Чі, Кеті й Сяолінь.
Трійцю доставляють в табір «Десяти кілець», де Венву розповідає, що на його думку Їн Лі все ще жива і знаходиться в ув'язненні в Та Ло. Він упевнений в цьому, бо чув її голос. Венву вкладає кулони в очі статуї дракона, що активує карту, складену із крапельок води, що показує шлях до села. Шан-Чі сумнівається в добрих намірах батька, тоді той кидає Шан-Чі, Сяолінь і Кеті в підземелля.
Блукаючи підземеллям, Шан-Чі з Кеті та пізніше Сяолінь натрапляють на кімнату, де «Десять кілець» тримають в ув'язненні колишнього актора Тревора Слеттері за те, що він видавав себе за Венву під іменем Мандарина (див. «Залізна людина 3»). У Тревора виявляється домашній улюбленець — малий хуньдунь на прізвисько Морріс — кмітлива тварина, що показує дорогу з підземелля. Герої викрадають авто і вирушають Та Ло, щоб попередити жителів села про «Десять кілець». Завдяки Моррісу їм вдається проїхати зачаклований ліс і потрапити в фантастичну приховану країну.
Там їх зустрічає Їнь Нань, сестра Їн Лі і тітка Шан-Чі й Сяолінь. Вона розповідає історію Та Ло: тисячі років тому на село напав демон, який пожирає душі, та його поплічники. Однак село врятувала Велика Захисниця, дракониця, що допомогла запечатати демонів за брамою, складеною з драконової луски. За словами Їнь Нань, демон намагається впливати на свідомість Венву, змушуючи його вірити, що Їн Лі все ще жива.
Жителі села, Шан-Чі, Сяолінь і Кеті тренуються перед прийдешньою битвою. Венву з загоном своїх бійців прибуває слідом у село та проривається до брами. Йому вдається випустити демонів, яких неможливо знищити ніякою зброєю, крім зачарованої зброї жителів Та Ло. Бійці «Десяти кілець» об'єднуються з місцевими жителями, щоб протистояти демонам.
Шан-Чі вдається наздогнати батька, який ламає браму, попри попередження сина. Побачивши, що звідти звільняється демон, Ванву віддає Десять кілець синові та гине. Намагаючись побороти чудовисько, Шан-Чі падає в озеро, у глибинах якого пробуджує Велику Захисницю. Осідлавши її, герой веде драконицю на бій з чудовиськом. Створивши вихор, Шан-Чі розриває істоту на шматки.
Шан-Чі з Кеті повертаються в Сан-Франциско, де їхній розповіді ніхто не вірить. Але їх знаходить майстер містичних мистецтв Вонґ і на подив присутніх кличе з собою.
У першій сцені після титрів в Санктум Санкторум Шан-Чі і Кеті знайомляться з Брюсом Беннером і Керол Денверс. Герої виявляють, що Десять кілець мають позаземне походження і посилають комусь таємничий сигнал. У другій сцені після титрів Сяолінь очолює «Десять кілець».

## У ролях
- Симу Лю
(Сю Шан-Чі)Тоні Люн Чу Вай
(Сю Венву)Аквафіна
(Кеті)Мішель Єо
(Їнь Нань)Бен Кінґслі
(Тревор Слеттері)Флоріан Мунтяну
(Бритвений кулак)Симу Лю — Сю Шан-Чі / Шон: досвідчений майстер бойових мистецтв, якого його батько Венву з малих років навчав мистецтву вбивати. Шан-Чі покинув організацію «Десять кілець» в пошуку нормального життя в Сан-Франциско. Режисер описав Шан-Чі як «людину не в своїй тарілці в США», що прикриває це своєю харизмою, і він не знає, «хто він насправді». Шан-Чі змінює своє ім'я на «Шон», поки він живе в Сан-Франциско. Креттон також порівняв Шан-Чі з Віллом з фільму «Розумник Вілл Гантінґ» (1997), який є «сумішшю мужності й уразливості», зазначивши, що у обох персонажів були секрети і надздібності, які вони не розуміють. Він також описує фільм як «подорож, в якому [Шан-Чі] дізнається, хто він такий і ким він повинен бути в цьому світі». Лю розповів, що саме боротьба Шан-Чі з самоідентичністю була основною для персонажа, а не його бойові навички. Оскільки Шан-Чі не носить маски, Лю виконав безліч трюків самостійно, і для цього йому довелося попрацювати над своєю гнучкістю перед зйомками. Лю також набрав 4,5 кг м'язів для цієї ролі. Перед випуском фільму у Лю були навички в тхеквондо, гімнастики та він-чунь. Для знімання йому довелося навчитися технікам тайцзіцюань, ушу, тайського боксу, силат, крав мага, джиу-джитсу, боксу і вуличного бою. Джейден Чжан і Арнольд Сунь виконали ролі маленького і юного Шан-Чі, відповідно.
- Аквафіна — Кеті / Руйвен Чен: працівниця готелю і найкраща подруга Шан-Чі, яка не знає про його минуле. Аквафіна описала свою героїню як зрозумілу глядачеві, зі «справжнім серцем» і відданістю Шан-Чі, додавши: «Вона втягнута в світ, де насправді не знає, що робити. У той же час вона відкриває для себе нові речі». Кеті відчуває труднощі з «вибором шляху» в своєму житті, що, на думку Аквафіни, було «загадкою, через яку проходять багато американців азійського походження», беручи до уваги їх власні очікування, очікування їх батьків і суспільства.
- Чжан Мен'ер — Сю Сяолін: покинута сестра Шан-Чі і дочка Венву. Чжан назвала Сяолінь «складним персонажем» з «жорстокою і холодної зовнішністю», залишаючись при цьому «чутливою та вразливою». У Сяолінь спочатку було руде пасмо в волоссі, яке було видалена на прохання Чжан після того, як вона виявила зв'язок цього зовнішнього вигляду зі стереотипом «бунтарської азійської дівчини». Персонаж Сяолінь є поєднанням декількох персонажів коміксів, і вона була особливо натхненна персонажем Чжен Бао Юй. Для цієї роль Чжан навчалася змішаних бойових мистецтв, тайцзіцюань і роупдарт. Елоді Фонґ і Хармоні Хі виконали ролі маленької і юної Сяолінь, відповідно.
- Фала Чень — Їнь Лі: дружина Венву, мати Шан-Чі і Сяолінь, вартова села Та Ло. При підготовці до ролі Чень опанувала технікою тайцзіцюань.
- Флоріан Мунтяну — Бритвений кулак: Член «Десяти кілець», у якого в протез правої руки вмонтовано мачете.
- Бенедикт Вонґ — Вонґ: майстер містичних мистецтв, який бере участь в турнірі по боротьбі в клітці.
- Мішель Єо — Їнь Нань: захисниця Та Ло і тітка Шан-Чі і Сяолін. Єо раніше виконувала роль Алети Огорд у фільмі «Вартові Галактики 2». Єо пояснила, що інші персонажі фільму приходять до неї, щоб «дізнатися, як захистити історію» і як захистити світ і «світи, які оточують нас, від демонів, які замкнені».
- Бен Кінґслі — Тревор Слеттері: актор, раніше зображав Мандарина, за що його викрали «Десять кілець» і готувалися стратити, але зрештою він став «придворним блазнем» для Венву. У нього тісні відносини з мітичним хуньдунем на ім'я Морріс, і він подорожує в Та Ло разом з Шан-Чі. Креттон відчував, що було «важливо почути, як [Слеттері] визнає, наскільки безглуздою була вся ця ситуація [з наслідуванням Мандарин]», як було показано в фільмі «Залізна людина 3» (2013) і короткометражці Marvel One-Shots «Хай живе король» (2014 року), відчуваючи, що включення сюжетної лінії Слеттері в «Шан-Чі і легенда десяти кілець» було «дійсно веселим». Креттон сказав, що Кінґслі «був дуже радий досліджувати наступну главу життя Тревора, побачити Тревора, який дійсно витягнув вигоду з перебування у в'язниці і вийшов чистою й тверезою версією самого себе».
- Тоні Люн — Сю Венву: батько Шан-Чі і Сяолінь і лідер «Десяти кілець». Венву — оригінальний персонаж Кіновсесвіту Marvel (КВМ), який замінює оригінального батька Шан-Чі з коміксів, Фу Манчу, «проблемного персонажа», пов'язаного з расистськими стереотипами, на якого у Marvel Studios немає прав на екранізацію. У фільмі Венву взяв на себе багато різних імен, включаючи «Мандарин», яке, як зазначив продюсер Джонатан Шварц, несе конкретні очікування для глядачів через історію коміксів, пов'язану з цим ім'ям. Він сказав, що Венву є складнішим і багатошаровішим персонажем, ніж версія з коміксів, при цьому Креттон додав, що в зображенні Мандарина в коміксах були проблемні аспекти, які він хотів змінити. Він відчував, що Люн уникав азійських стереотипів і одновимірного зображення, привносячи в роль людяність і любов, описуючи Венву як «повністю реалізовану людину, яка може приймати рішення, з якими ви не згодні», але зі зрозумілими причинами для цих рішень. Люн не хотів підходити до цього персонажа як до лиходія, натомість сподіваючись шукати причини, через які він є «людиною з історією, яка жадає того, щоб його любили», описуючи його як «соціопата, нарциса і фанатика».

Також у фільмі з'являються Ронні Чіенг в ролі Джон-Джона, правої руки Сяолінь і коментатора в її підпільному бійцівському клубі; Юен Ва в ролі Гуан Бо, одного з лідерів Та Ло; Джоді Лонг в ролі місіс Чен, матері Кеті; Даллас Лю в ролі Руйхуа, брата Кеті; Пол Хе в ролі канцлера Хуея; Цай Чен в ролі бабусі Кеті; Енді Ле в ролі Торговця смертю, одного з убивць Венву; Стефані Сюй і Кунал Дудекар в ролях Су і Джона, друзів Шан-Чі і Кеті; Зак Черрі в ролі Кльова, пасажира автобуса, який веде пряму трансляцію бою Шан-Чі в автобусі, раніше виконавши роль вуличного торговця в фільмі «Людина-павук: Повернення додому» (2017); і Ді Бейкер в ролі хуньдуня Морріса, який подружився зі Слеттері. Джейд Сюй знову виконує роль Чорної вдови по імені Гелен з фільму «Чорна вдова» (2021). Тім Рот озвучує свого персонажа Еміля Блонського / Огиди з «Неймовірного Галка» (2008), хоча в титрах він не вказаний, у той час як в першій сцені після титрів з'являються Марк Руффало і Брі Ларсон, повторюючи ролі Брюса Беннера і Керол Денверс.

## Виробництво

### Розробка
У 2006 році Marvel Studios отримала фінансування для знімання 10 фільмів, серед яких і про Шан-Чі як можливого персонажа. У грудні 2018 року Marvel звернулася до Дейва Каллахема з проханням написати сценарій. Також студія почала підшукувати режисерів азійського і американо-азійського походження. У березні 2019 року режисерське крісло дісталося Дестіну Креттону. Серед інших претендентів на місце постановника були Дебора Чоу, Джастін Тіппінг і Алан Ян. У квітні для павільйонного знімання Marvel вибрала студії Fox Studios Australia в Сіднеї. Уряд Австралії виділив на виробництво $18 млн.
За словами Маргарет Лоуш, колишньої президента і генерального директора Marvel Productions, Стен Лі обговорював фільм або телесеріал про Шан-Чі з актором Брендоном Лі і його матір'ю Ліндою Лі в 1980-их роках з наміром зробити Брендона Лі головним героєм такого проєкту. Батько Брендона, легенда бойових мистецтв Брюс Лі, був візуальним натхненням для художника Пола Гуласі, коли він малював Шан-Чі під час роботи над серією коміксів «Майстер кунг-фу» в 1970-их роках. 2001 року Стівен Норрінгтон підписав контракт на режисуру фільму про Шан-Чі під назвою «Руки Шан-Чі». До 2003 року фільм був у розробці в DreamWorks Pictures, коли Юень Ву-Пін замінив Норрінгтона в якості режисера і Брюс С. Маккенна був найнятий як сценарист. Енг Лі приєднався до проєкту в якості продюсера в 2004 році, але після цього фільм не матеріалізувався, і права на персонажа повернулися до Marvel. У вересні 2005 року голова і гендиректор Marvel Аві Арад оголосив Шан-Чі однією з десяти власностей, що розробляються як фільми новоствореної студії Marvel Studios, після того як молода компанія отримала фінансування для виробництва десяти фільмів, дистрибуцією яких займалася б Paramount Pictures. Шан-Чі був включений в список персонажів, які, на думку Marvel, могли б зробити відмінні фільми, попри те, що були відносно невідомі, оскільки в коміксах у нього була «дуже диснеївська історія».
Організація «Десять кілець» була показана в першому фільмі Кіновсесвіту Marvel (КВМ), «Залізна людина» (2008), без їхнього лідера Мандарина. Потім Marvel Studios планувала показати Мандарина у фільмі, який міг би віддати персонажу «вищу справедливість» і продемонструвати його складність, чого, на думку президента Marvel Studios Кевіна Файгі, вони не могли зробити в фільмах про Залізній людині, тому що вони були зосереджені на Тоні Старкові / Залізній людині. За словами Кріса Фентона, колишнього президента китайської кінокомпанії DMG Entertainment, який вів переговори з Marvel Studios про спільне виробництво своїх фільмів, Marvel запропонувала створити тизер за участю або Шан-Чі, або Мандарина для китайського ринку, який буде показаний в кінці «Месників» (2012). DMG відмовилася від цієї пропозиції, оскільки негативний стереотипне зображення Мандарина в коміксах потенційно могло перешкодити випуску фільму в Китаї і ризикувати закриттям DMG як компанії. Зрештою Бен Кінгслі виконав роль Тревора Слеттері, самозванця, який видавав себе за Мандарина, у фільмі «Залізна людина 3» (2013), одним з продюсером якого виступила DMG; Кінгслі знову виконує цю роль у фільмі «Шан-Чі і легенда десяти кілець». Файгі відчував, що цей фальшивий Мандарин не обов'язково означав, що в КВМ не існувало справжньої версії персонажа.

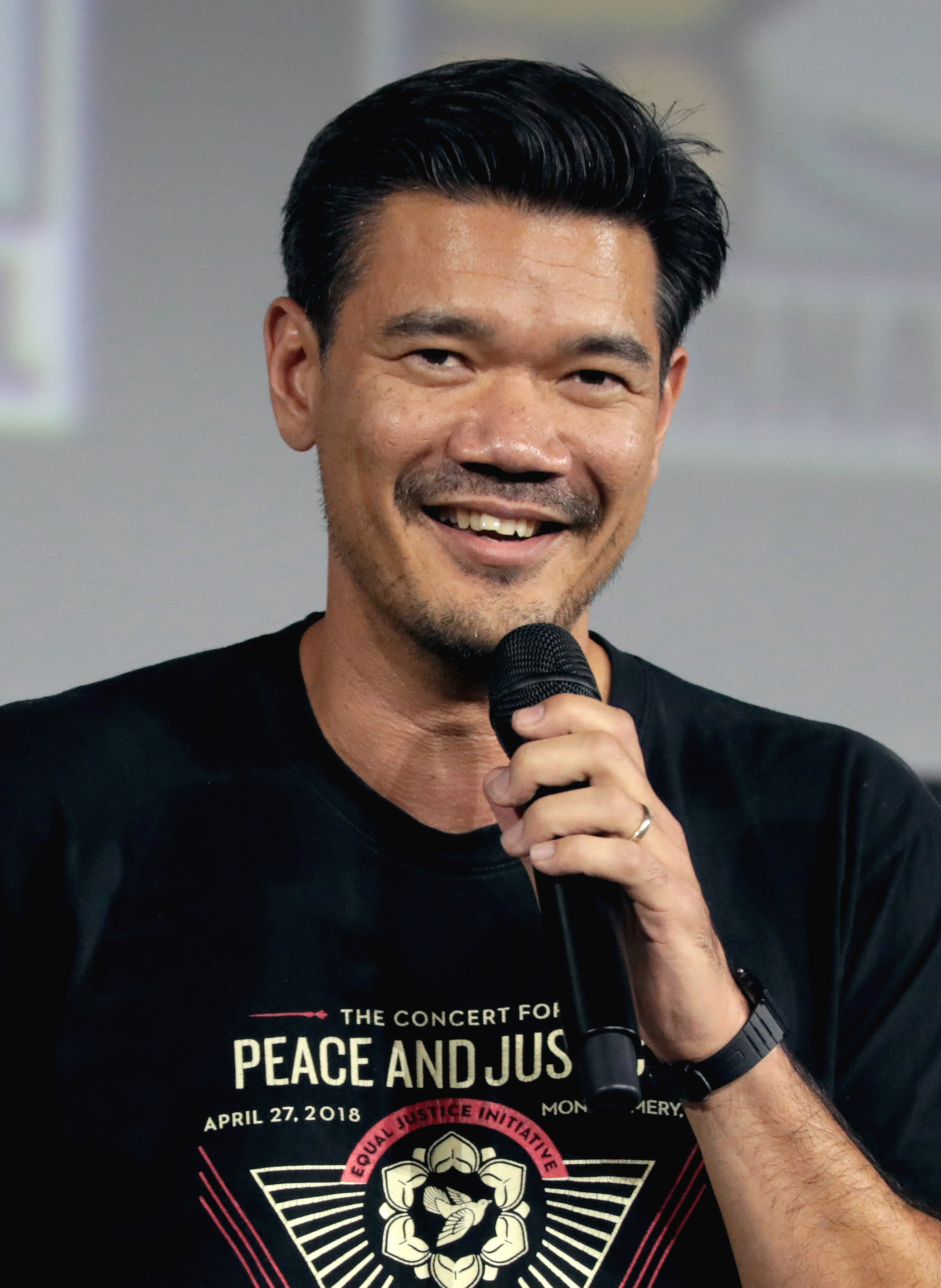
Дестін Деніел Креттон на San Diego Comic-Con в 2019 році

До грудня 2018 року Marvel прискорила розробку фільму про Шан-Чі з наміром зробити його першим фільмом з головним героєм-азійцем. Marvel найнята китайсько-американського сценариста Девіда Каллахемаruen, щоб він написав сценарій до фільму, і почала шукати режисерів азійського і американо-азійського походження. Мета студій полягала в тому, щоб дослідити «азійські і американо-азійські теми азійськими і американо-азійськими кінематографістами», як вони це зробили для африканської і афроамериканської культури з «Чорною пантерою» раніше в 2018 році. Розробка фільму також відбулася після успіху фільму «Шалено багаті азійці», який також вийшов раніше 2018 року, що призвело до розробки голлівудськими студіями кілька інших фільмів про азійців. Сценарій Каллахем повинен був модернізувати елементи історії персонажа з коміксів, яка вперше була написана в 1970-их роках, щоб уникнути того, що сучасна аудиторія сприйняла б як негативними стереотипами. Коли Каллахем почав працювати над сценарієм, він схвилювався, усвідомивши, що це був перший проєкт, в якому його просили писати «на основі свого досвіду, на основі його власної точки зору». Річард Ньюбі з «The Hollywood Reporter» сказав, що фільм може «спалахнути подібно» Чорної пантери"«, несучи нову перспективу в персонажа. Ньюбі відчував, що Шан-Чі добре підійшов би формат телебачення, і сказав, що це „говорить багато про що“, що Marvel вирішила замість цього зробити повнометражний фільм про цього персонажа. Ньюбі прийшов до висновку, що цей фільм є можливістю уникнути стереотипів про азійських майстрів бойових мистецтв і бути „більше, ніж Брюсом Лі від Marvel“.
У березні 2019 року в якості постановника фільму Marvel Studios найняла японсько-американського режисера Дестіні Деніела Креттона. Дебора Чоу, яка раніше знімала епізоди телесеріалів Marvel Television „Залізний кулак“ і „Джессіка Джонс“, Джастін Тіппінг і Алан Ян також розглядалися на посаду режисера. Креттон зізнався, що раніше його не цікавила режисура Супергеройського фільму, але він був притягнутий до проєкту, щоб допомогти створити світ і персонажа, на яких азійські діти могли б рівнятися і бачити себе. У квітні Marvel Studios і міністр мистецтв Австралії Мітч Файфілд оголосили, що майбутній фільм Marvel, не виключено, „Шан-Чі“, буде знятий на студії Fox Studios Australiaruen в Сіднеї, а натурне знімання фільму пройде на території Нового Південного Уельсу. Виробництво отримало 24 млн австралійських доларів ($ 17 млн. США) у вигляді одноразової фінансування від уряду Австралії, а також підтримку з боку державного фонду „Зроблено в Новому Південному Уельсі“ в розмірі 10 млн австралійських доларів ($ 7 млн. США). Очікувалося, що виробництво принесе австралійській економіці 150 млн австралійських доларів ($ 107 млн. США), а також надасть 4700 нових робочих місць, використовуючи при цьому переваги приблизно 1200 місцевих підприємств. Дон Харвін, міністр мистецтв Нового Південного Уельсу, підтвердив в липні, що цей фільм був „Шан-Чі“, і що він буде знятий бік-о-пліч з фільмом Marvel Studios „Тор: Кохання та грім“ (2022); виробництво „Шан-Чі“ мало бути завершено до початку роботи над „Коханням і громом“ пізніше в 2020 році.

### Підготовка
У середині липня 2019 року Marvel початку проби для акторів у віці 20 років на роль Шан-Чі. У цю групу входили Льюїс Тан і Сіму Лю; Тан раніше виконував роль Чжоу Ченга в „Залізного кулака“. Студія була непохитна в тому, щоб актори, що проходять проби, були китайського походження. Лью раніше розглядався в процесі прослуховування і був запрошений на друге прослуховування, коли креативникам було важко знайти актора на роль. Він знову пройшов тестування на роль 14 липня і офіційно отримав роль 16 липня. Про це оголосили Креттон і продюсер Кевін Файгі на San Diego Comic-Con 20 липня, де було оголошено повну назву фільму — „Шан-Чі і легенда десяти кілець“. Файгі зазначив, що організація „Десять кілець“ періодично з'являлася в КВМ з моменту її появи в першому фільмі франшизи, „Залізній людині“, і сказав, що її лідер Мандарина буде представлений в цьому фільмі, і його роль виконає Тоні Люн.
Файгі також оголосив, що Аквафін з'явиться у фільмі. Логотип „Десяти кілець“ у фільмі був змінений з монгольської мови на китайські ієрогліфи, написані древнім шрифтом друку, які є нешкідливими і синонімами сили або могутності. Це було зроблено після появи логотипу в „Залізній людині 3“, що викликало гнів монгольського уряду, який вважав, що монгольські написи „образливо пов'язують нематеріальна культурна спадщина країни з терористичним угрупуванням“, хоча Оюунгерел Цедевдамба, колишній міністр культури, спорту і туризму Монголії, вважала, що зміна була переважно зроблено, щоб умилостивити китайський ринок. Знімання мали розпочати у листопаді 2019 року, але в жовтні Креттон сказав, що виробництво почнеться на початку 2020 року. У грудні Файгі сказав, що у фільмі братиме участь переважно азійський акторський склад. Через місяць Мішель Єо увійшла в переговори з приводу участі у фільмі. Раніше актриса зіграла червоніти Огордruen у фільмі „Вартові Галактики. Частина 2“, але в „Шан-Чі“ вона гратиме іншого персонажа.
Крім Каллахем, Креттон і Ендрю Ленем також зробили свій внесок до сценарію „Шан-Чі і легенди десяти кілець“, на основі сюжету Каллахем і Креттона. Фільм був описаний як „грандіозний супергеройський епік, який поєднує емоційну сімейну драму з бойовими мистецтвами, які кидають виклик гравітації“. Продюсер Джонатан Шварц зазначив, що велика частина арки Шан-Чі в Marvel Comics — це сімейна драма, і Креттон хотів зосередитися на цьому елементі для фільму, досліджуючи зламане і жорстоке сімейне минуле Шан-Чі. Що стосується передісторії персонажа, Лю сказав, що, оскільки передісторія Шан-Чі не є універсально відомої, як у Бетмена або Людини-павука, вона дала сценаристам „багато творчої свободи“ при її створенні. Креттон і Каллахем були інформовані про деякі расових стереотипах, що оточують персонажа в коміксах, і Лю сказав, що всі залучені були „дуже чутливі до того, щоб не потрапити на стереотипну територію“ з персонажами. Креттон вважав, що отриманий сценарій був „дійсно прекрасним оновленням“ персонажа з того, що починалося в коміксах, і був справжньою історією про азійську ідентичності.
Каллахем додав, що „немає єдиного американо-азійського голосу“, і вони з Креттоном міркували про те, як фільм міг би говорити з „ширшої азійської діаспорою“ і був би „захопливим і цікавим, але також особистим для всіх цих людей“. Що стосується екшену, Креттон був натхненний цілим рядом різних бойових стилів через те, що персонаж навчався різним видам бойових мистецтв. До них відносяться „елегантний, майже ефірний стиль ушу“ з фільму „Тигр, що крадеться, дракон“ (2000) і „кінетичні“ бої з фільмів Джекі Чана, причому координатору трюків Бреду Аллану було доручено зробити різні трюки узгодженими. Китайські хореографи використовувалися для створення бойових сцен в стилі уся. Шварц сказав, що у фільмі є сенс за кожним стилем бою, і вони допомогли розповісти історію візуально.

### Фільмування
Знімальний період почався в лютому 2020 року в павільйонах Fox Studios Australia в Сіднеї, а натурне знімання проводили на території Нового Південного Уельсу; фільм знімався під робочою назвою „Пароплав“. Оператором-постановником виступив Вільям Поуп. Креттон вибрав Поупа, тому що він відчував, що операторський стиль Поупа може бути як натуралістичним, так і підвищеним, а також через роботу Поупа над „Матрицею“ (1999), у якій, на думку Креттона, був правильний тон для фільму КВМ, орієнтованого на азійських і азійсько-американських персонажів. Креттон був натхненний фільмографією Джекі Чана, серій фільмів „Іп Ман“, „Два воїна“ і „Розборки в стилі кунг-фу“ серед інших фільмів жанрів бойових мистецтв і кунг-фу.
12 березня, після того як багато студій почали припиняти знімання фільмів в зв'язку з пандемією COVID-19, Креттон вирішив пройти тест на наявність коронавірусу після тісної роботи з людьми, які потенційно могли заразитися вірусом. Це була запобіжний захід, адже у Креттона народилася дитина, і він вирішив самоізолюватись і чекати результатів; пізніше тест показав негативний результат. Поки Креттон самоізолювався, Marvel призупинила виробництво першої знімальної групи фільму, але мала намір, щоб інші аспекти, такі як друга група, продовжували працювати в звичайному режимі. 13 березня решта виробництва фільму була припинена, тому що Disney припинила знімання багатьох своїх проєктів. До того як виробництво було заморожено, до складу акторів приєднався Ронні Чіен. На початку квітня Disney перенесла прем'єри багатьох фільмів Четвертої фази, перемістивши „Шан-Чі“ на 7 травня 2021 року.
У кінці липня 2020 року почалася робота зі зведення декорацій, а 2 серпня актори і знімальна група прибутку, щоб почати знімання „найближчим часом“. Всі актори і члени знімальної групи, що повертаються до Австралії з-за меж країни, повинні були бути поміщені в карантин на два тижні після прибуття, відповідно до вказівок Австралії. Пізніше в серпні Єо підтвердила свою участь у фільмі. В наступному місяці дата прем'єри фільму була перенесена на 9 липня 2021 року, після того як „Чорна вдова“ (2021) була перенесена на травень 2021 року. У жовтні знімання проводили в Сан-Франциско, також під робочою назвою „Пароплав“. Серед локацій були Рашен-Хілл, долина Ное, а також Рибацька пристань. Знімання було завершено 24 жовтня 2020 року.
Сцена бою в автобусі була частиною задумки Креттона для фільму, назвавши її „сценарієм що, якщо“», щоб допомогти пояснити сцени боїв, які йому сподобалися, «ті, де ставки просто продовжують рости в міру продовження бою». Щойно вона була запланована для фільму, Креттон подякував координатору трюків Бреду Аллану, який працював з Джекі Чаном, за те, що він привніс "фізичну комедію в дусі Бастера Кітона [в бій], змішану з підготовками і окупністю, і ставками, що ростуть і зростаючими до майже смішного рівня".

### Пост-продакшн
Нет Сандерс і Елісабет Рональдсдоуттір стали монтажерами фільму разом з Гаррі Янгом. У грудні 2020 року Marvel оголосила акторський склад, в якому присутні Аквафін (Кеті), Єо (Їнь Нань) і Чіен (Джон Джон), а також Чжан Мен'ер (Сяолінь), Фала Чень (Їнь Лі) і Флоріан Мунтяну (Бритвений кулак); Мунтяну отримав роль після того, як в Marvel Studios були вражені його роллю у фільмі «Крід 2» (2018). У березні 2021 року дата виходу фільму знову була перенесена на 3 вересня 2021 року, коли «Чорна вдова» була перенесена на липень 2021 року і стало відомо, що у фільмі з'явиться Даллас Лью. Офіційний трейлер фільму в червні 2021 року показав, що Бенедикт Вонґ знову виконає свою роль Вонґа, і що у фільмі з'явиться Огида; Огида вперше з'явився в «Неймовірний Галк» (2008) у виконанні Тіма Рота, і в «Шан-Чі та легенда десяти кілець» Рот озвучив Огиду, але він не був зазначений в титрах. Файгі назвав «великим задоволенням» можливість повернутися до такого персонажу, як Огида, який не з'являвся в КВМ понад десять років, і що шанувальники «визнали і прийняли це». Креттон додав, що, крім того, що це була пара, яка «відчувалася дійсно чудово», Огида і Вонґ були обрані, тому що вони «вносили сенс в те, що відбувалося в КВМ приблизно під час нашого фільму» і що вони були «певними зв'язками» з майбутніми проєктами КВМ. Вонґ сказав, що він був «дуже радий» бути частиною фільму і «сидіти за столом азійської досконалості», і висловив захоплення азійським акторським складом фільму.
«Шан-Чі та легенда десяти кілець» присвячений пам'яті Бреда Аллана, який помер в серпні 2021 року. Сцена посеред титрів фільму, у якій Марк Руффало грає Брюса Беннера, а Брі Ларсон — Керол Денверс, була задумана Креттоном в кінці виробництва фільму, щоб розповісти про походження десяти кілець. Каллахем зазначив, що для фільму було створено багато різних версій походження десяти кілець, перш ніж було вирішено залишити походження неоднозначним, щоб детальніше розглянути його в пізнішому проєкті КВМ. Каллахем сказав, що це був навмисний вибір після того, як вони зрозуміли, що «не має ніякого значення, звідки вони взялися [в цьому фільмі]. Це не та історія, яку ми розповідаємо». Креттон сподівався, що в цій сцені буде Вонґ, і що він також піде в караоке з Шан-Чі і Кеті, щоб заспівати «Hotel California», але не був упевнений, які додаткові Месників з'являться до кінця пост-продакшну. Беннер і Денверс були обрані для цієї сцени, бо кожен з них представляє наукові та космічні аспекти КВМ, відповідно, і їх поява також точно збігається з іншими подіями в КВМ, що відбуваються приблизно під час сцени. Каллахем вважав, що Ларсон була додана, враховуючи, що вона раніше працювала з Креттоном в фільму «Короткий термін 12» (2013), «Скляний замок» (2017) і «Просто помилувати» (2019). Говорячи про кастинг Ларсон, Креттон пояснив, що поява Денверс мало сенс для сцени, в той же час в жарт заявивши, що її поява мала продовжити низку її появи в його фільмах, бо йому подобається включати «людей, яких я люблю в фільми, які я знімаю». Руффало і Ларсон знялися в своїх ролях на початку 2021 року під час додаткового знімання фільму. Файгі сказав, що сцена посеред титрів повинна була показати, «наскільки ключовим і важливим» був Шан-Чі для КВМ, порівнявши її з появою Ніка Ф'юрі в сцені після титрів «Залізної людини».
Креттон відчував, що бачити те, як Сяолінь стає новим головою організації «Десять кілець» в сцені після титрів «дійсно відображає початок того, як Сяолінь взяла під контроль своє життя і вступила в те місце, в якому їй фактично відмовляли більшу частину її життя. Це дуже надихає мене, і я з хвилюванням уявляю, що з нею станеться в майбутньому». Каллахем додав, що різні версії цієї сцени існували протягом усього виробництва, і вона стала сценою після титрів, бо вони думали, що це «класна ідея про те, куди історія може піти в майбутньому». Креттон також зазначив, що було створено більше матеріалу про десяти кільцях, який був навмисно приховані, щоб його можна було вивчити в майбутніх проєктах. Сцена з водної картою пройшла через безліч ітерацій до того, як буде передаватися ця інформація, причому Креттон відчував, що використання води «ідеально пов'язано з історією наших персонажів» і створило «візуально красиву сцену».

## Музика
Запис музики до фільми, складеної Джоелом П. Вестом, почалася на студії Еббі-Роуд у Лондоні в червні 2021 року. Вест склав музику до чотирьох попереднім фільмам Креттона. Саундтрек фільму вийшов 1 вересня на лейблах Marvel Music і Hollywood Records.
Marvel Music, Hollywood Records і Interscope Records випустили чотири окремих сингли з саундтреку фільму: «Lazy Susan» від 21 Savage і Rich Brian, «Every Summertime» від Niki, «Run It» від DJ Snake, Рік Росс і Річ Браян та «In the Dark» від Swae Lee. Альбом з саундтреком, що містить ці пісні, вийшов 3 вересня в додаток до пісень Ліня Цзюньцзе, Saweetie і Андерсона Пака і інших артистів і був спродюсований Шоном Міясіро і 88rising.

## Випуск
Прем'єра стрічки в Україні відбулася 2 вересня, а в США — 3 вересня 2021 року. Раніше стрічку планували випустити в Україні 11 лютого, а США 12 лютого 2021 року в перший день китайського Нового року, до того, як він був перенесений на 7 травня 2021 року, а потім на 9 липня 2021 року через пандемію COVID-19. Фільм знову перемістився в березні 2021 року на дату вересня 2021 року, після того, як Чорну вдову перенесли на дату виходу 9 липня в США.

### Рекламна кампанія
19 квітня 2021 року, в день народження Лю, він поділився першим тизер-постером до фільму, в той час як Marvel випустила перший тизер-трейлер. Адам Б. Вері з «Variety» назвав це «втішним, нарешті, побачити Лю в дії в ролі Шан-Чі» і зазначив, що трейлер дав додаткову інформацію до фільму, як наприклад про кільцях, які Мандарин носив в коміксах. Коул Делбік з HuffPost сказав, що «карколомний» екшен був несхожий ні на що бачене в минулих фільмах КВМ. Роб Брік з io9 відчував, що тизер не розчарував своїх екшеном, але саме сімейна драма фільм «таким чарівним». Адам Чітвуд з Collider назвав тизер «досить фантастичним», порівнявши його історію і тон з «Чорною пантерою» і сказавши, що «Шан-Чі» є «захопливим, свіжим і новим досвідом Кінематографічної всесвіту Marvel», ґрунтуючись на тізері. Реакція на плакат і трейлер в китайськомовних регіонах Азії була критичнішою, і коментатори вважали, що обидва вони представляють «досить стереотипний» погляд на китайський народ і культуру.
Перший повноцінний трейлер фільму вийшов 24 червня 2021 року під час «NBA Countdown» на ESPN. Шон Кін з CNET був радий тому, що зміг побачити більше Люна в трейлері і назвав сцени боїв «супер-вражаючими». Він був здивований включенням цієї огиди до кінці трейлера і зазначив, що персонаж більше скидався на його дизайн з коміксів, ніж коли він з'явився в «Неймовірний Галк». Габріелла Гайзінгер з Digital Spy відчувала, що роль цієї огиди до фільмі буде просто епізодичною появою, щоб підготувати історію персонажа в серіалі Disney+ «Вона-Галк» (2022), але відчувала, що це все ще може мати «широкі наслідки» для КВМ. Жермен Люссьє з io9, Сюзана Поло з Polygon, і Дженніфер Веллеттз Ars Technica все відчували, що трейлер був кращої демонстрацією Шан-Чі, ніж тизер, причому Веллетт зазначила інше оповідання в трейлері, яке розширило сімейне минуле Шан-Чі. Люссьє також зазначив, що в трейлері з'явилося багато нових візуальних ефектів, яких не було в тізері, і відчув, що Шан-Чі скоро стане «величезною зіркою», попри те, що він не був добре відомим персонажем, як Залізна людина до "залізної людини". Поло виділила бойові мистецтва і магію, побачені в трейлері. Епізод серіалу «Marvel Studios: Легенди» вийшов 1 вересня, і в ньому була досліджена організація «Десять кілець», використовуючи кадри з її попередніх появ в КВМ.
15 серпня 2021 Рон Хан створив кампанію GoFundMe зі збору коштів для дітей Asian American Pacific Islander (API) в клубі Boys & Girls Clubs of America в долині Сан-Габріель, щоб вони подивилися «Шан-Чі і легенду десяти кілець», а також масштабніший «виклик Шан-Чі» для інших людей, щоб створити аналогічні платформи для їх спільнот; виклик був натхненний аналогічним викликом, створеним для «Чорної пантери». До кінця місяця некомерційна організація API Gold House в партнерстві з GoFundMe створила фонд Gold Open Community Fund «Шан-Чі і легенда десяти кілець», щоб зібрати гроші на приватні покази фільму для спільноти API і некомерційних груп в перші вихідні, щоб допомогти фільму заробити успішні касові збори у вихідні. Починаючи з 3 вересня, Шан-Чі і Торговець смертю почали з'являтися в атракціоні Avengers Compound в Діснейленді.
Партнерами по просуванню фільму були напої Sanzo, випустивши лімітовану версію напоїв зі смаком лічі; Microsoft; BMW, яка виступила в якості глобального автомобільного спонсора фільму і в фільмі з'явилися BMW iX3 і BMW M8; і міжнародні спонсори, включаючи Visa, Virgin Plus, Gruppo TIM, Mikron Group і BGF.

### Прокат
Світова прем'єра фільму «Шан-Чі і легенда десяти кілець» відбулася в театрі «Ель-Капітан» і Китайському театрі TCL в Лос-Анджелесі 16 серпня 2021 року і він буде показаний на CinemaCon 25 серпня: Фільм почав виходити на міжнародні ринків 1 вересня, і до кінця першого уїк-енду він вийшов на 66 % своїх ринків. В Австралії «Шан-Чі і легенда десяти кілець» вийшов 2 вересня, а запланований реліз в Новому Південному Уельсі, Вікторії і Австралійської столичної території відбудеться 16 вересня через локдауна країн, пов'язаного з COVID-19. Він вийшов в прокат в США 3 вересня в понад 4200 кінотеатрах, серед них 400 в IMAX, понад 850 у великому форматі преміум-класу, 1500 в 3D і 275 в спеціальних D-Box, 4DX і ScreenX.
У фільму буде 45-денний ексклюзивний театральний реліз, і він не вийде одночасно в кінотеатрах і на Disney + через Premier Access, як у випадку з «Чорної вдовою». У серпні 2021 року зі збільшенням випадків дельта-варіанту COVID-19, генеральний директор Disney Боб Чапек пояснив, що фільм вийде тільки в кінотеатрах через «практичності змін в останню хвилину», і назвав 45-денну ексклюзивність «цікавим експериментом» для компанії, щоб дізнатися більше про те, як споживачі хотіли б переглядати і споживати свої фільми; Лю не погодився з тим, що Чапек назвав фільм експериментом, а Файг пізніше заявив, що відповідь Лю, мабуть, був нерозумінням намірів Чапека. «Шан-Чі і легенда десяти кілець» є частиною Четвертої фази КВМ.
Спочатку прем'єра повинна була відбутися 12 лютого 2021 року, в перший день китайського Нового року, але її перенесли на 7 травня 2021 року, а потім на 9 липня 2021 року через пандемію COVID-19. У березні 2021 роки фільм знову перенесли на вересень 2021 року, після того, як «Чорну вдову» перенесли на 9 липня. У травні 2021 року китайська державні ЗМІ повідомили, що «Шан-Чі і легенда десяти кілець», а також «Вічні» виключені зі списку майбутніх фільмів КВМ, що, як зазначає «Variety», «додало чуток» про те, що фільми не вийдуть у Китаї.

### Домашній медіа-випуск
«Шан-Чі та легенда десяти кілець» дебютують на Disney+ відразу після 45-денного ексклюзивного театрального релізу.

## Сприйняття

### Касові збори
За даними на 6 вересня 2021 року фільм «Шан-Чі і легенда десяти кілець» зібрав $83,5 млн в США і Канаді, $56,2 млн на інших країнах, в результаті — $139,7 млн. $13,2 млн стрічці принесли IMAX-покази, що стало рекордом вікенду в День праці.
У перший день домашнього прокату стрічка зібрала $29,6 млн (включаючи $ 8,8 млн з нічних попередньому показі в четвер), що стало третім найбільшим дебютним днем з початку пандемії коронавірусу в березні 2020 року. Збори нічних попередньому показі фільму в четвер стали другим показником в період пандемії після $13,2 млн «Чорної вдови». Триденний дебютний домашній вікенд приніс стрічці $71,4 млн, що стало другим результатом пандемії після «Чорної вдови» ($ 80,3 млн). Домашні IMAX-збори склали рекордні для вікенду в День праці $8 млн. Очікується, що за чотири святкові дні в США стрічка збере $83–89 млн, що перевершить показники фільму «Геловін 2007» ($ 30,6 млн). Видання «Deadline Hollywood» прогнозувало, що стрічка буде перебувати на вершині касових зборів мінімум три тижні, в той час як сайт Boxoffice Pro прогнозував $ 35-55 млн в перший триденний уїк-енд в США і Канаді, а загальні домашні збори — $ 160—165 млн.
У міжнародному прокаті в перший вік-енд фільм заробив $56,2 млн на 41 країні, ставши лідером прокату в багатьох країнах. У Сполученому Королівстві фільм показав найбільший старт за всю пандемію з $7,7 млн в перші три дні прокату. Ненсі Тартальоне з «Deadline Hollywood» відзначила, що дебют в Кореї з $6,5 млн був недостатнім для ринку і фільму КВМ, хоча це був перший за кілька тижнів голлівудський фільм, який дебютував на першому рядку зборів. Станом на 5 вересня 2021 року найбільшими ринками стали Сполучене Королівство ($ 7,7 млн), Корея ($ 6,5 млн) і Франція ($ 4,3 млн).

### Відгуки
На агрегаторі рецензій Rotten Tomatoes «рейтинг свіжости» фільму складає 92 % на основі 243 відгуків з середньою оцінкою 7,6 / 10. Консенсус критиків говорить: «Фільм „Шан-Чі та легенда десяти кілець“ не зовсім звільнився від знайомої всім формули Marvel, але ця захоплива історія походження героя розширює КВМ в декількох напрямках». На сайті Metacritic середньозважена оцінка стрічки становить 71 з 100 на основі 49 рецензій, що вказує на «в цілому схвальні відгуки». Глядачі, опитані фірмою CinemaScore, дали фільму середню оцінку «A» за шкалою від A + до F, в той час як PostTrak повідомив, що 91 % глядачів дали йому позитивну оцінку, причому 78 % сказали, що вони виразно рекомендували б його.